# Esfacteria
Esfacteria (en griego: Σφακτηρία, Sphaktería}}, también conocida como Esfagia, es una pequeña, estrecha y alargada isla del mar Jónico, delante de la bahía de Pilos, en la costa de Mesenia. Hoy es llamada Sfagia o Prodona.
Es célebre sobre todo por el sitio que allí sostuvo, en 425 a. C., en lo que se conoce como batalla de Esfacteria, dentro del marco de la guerra del Peloponeso, un contingente de 420 espartanos contra una fuerza expedicionaria ateniense mandada por Cleón, a la que finalmente tuvo que rendirse, para asombro y desánimo de los principios bélicos de Esparta.